# 陳雲誥

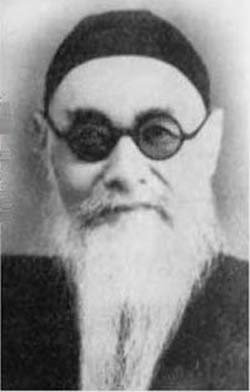
陳雲誥

陳雲誥（1877年10月26日—1965年1月5日），字紫綸，又字子纶、璜子，号蛰庐，晚年尊称陈紫老，直隸易縣人，清朝翰林，書法家。

## 生平
陳雲誥於光緒二十九年（1903年）中式癸卯科二甲進士，同年闰五月，改翰林院庶吉士。散館授編修。宣统三年（1911年），任奕劻内阁弼德院参议。辛亥革命後不仕，靠賣字鬻文為生。
中华民国时期，北京前门、大栅栏一带有八家字号里带『祥』字的绸布店，统称为『八大祥』，店主设馆聘陈云诰给商家子弟教学，并为陈云诰置宅及提供生活所需。陈云诰曾为商号及古迹题匾，例如景山公园明思宗殉国三百周年纪念碑、北海公园三希堂匾额、成都杜甫草堂对联等等。郭风惠的诗中曾赞誉他『满城多榜书』。
1951年7月，成为中華人民共和國政务院文史研究館（後更名為中央文史研究馆）第一批館員。曾任北京市政協委員。1956年，中華人民共和國第一个书法组织——中國書法研究社成立，任社長（副社长为张伯驹、溥雪斋、徐石雪）。1965年1月5日病逝。
陳雲誥書法造詣深厚，尤善行書、楷書。